# Saint-Fortunat-sur-Eyrieux

Saint-Fortunat-sur-Eyrieux este o comună în departamentul Ardèche din sud-estul Franței. În 1 ianuarie 2022 avea o populație de 806 de locuitori.